# Meerderheidskabinet
Een meerderheidskabinet is een kabinet dat gevormd wordt door een politieke partij of politieke partijen die gezamenlijk (als regeringscoalitie) een meerderheid van ten minste de helft plus een van het totaal aantal zetels in het parlement hebben. In de Nederlandse Tweede Kamer zijn daarvoor 76 zetels van de 150 zetels voor nodig. In België wordt de term meerderheid gebruikt voor de coalitie van partijen, die het meerderheidskabinet vormen.
Een minderheidskabinet heeft in tegenstelling tot een meerderheidskabinet geen voldoende steun in het parlement en zal daarom eerst onderzoeken of zijn wetten gesteund zullen worden. Nederland kent een parlementaire geschiedenis van meerderheidskabinetten. Toch is het meerdere malen voorgekomen dat een minderheidskabinet werd gevormd.